# Уиг, Кристен

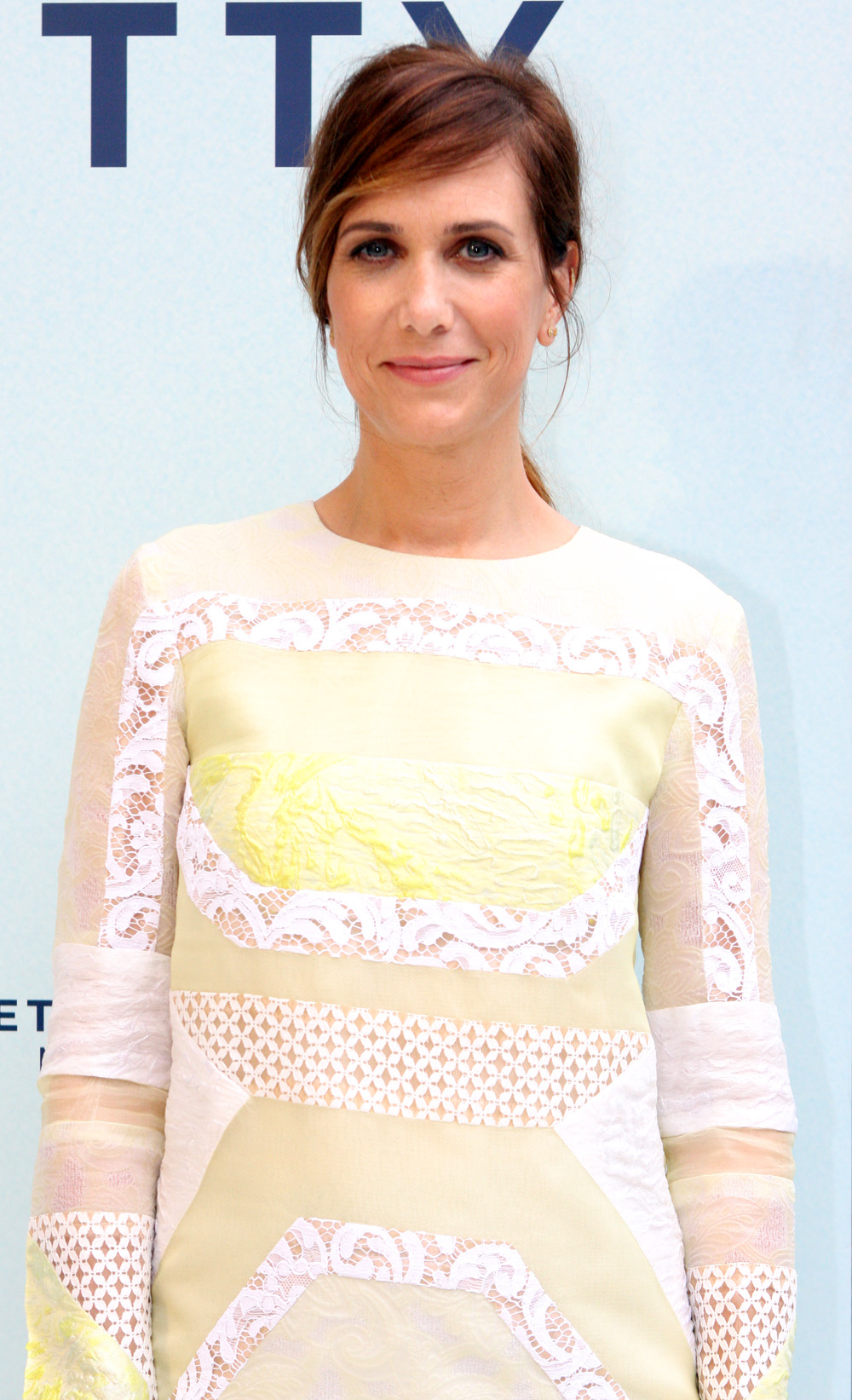

Кри́стен Кэ́рролл Уи́г (англ. Kristen Carroll Wiig; род. 22 августа 1973 года, Канандейгуа, Нью-Йорк, США) — американская актриса, комедиантка, сценаристка и продюсер. Наиболее известна по работе в скетч-шоу «Субботним вечером в прямом эфире» (2005-12), а также по ролям в фильмах «Девичник в Вегасе» (2011), «Марсианин» (2015) и «Охотники за привидениями» (2016). В её послужном списке 12 кинопремий и 68 номинаций на различные кинопремии.

## Ранние годы
Родилась в городе Канандейгуа, Нью-Йорк, в семье Джона Уига, управлявшего озёрной пристанью на Западе штата Нью-Йорк, и Лори Джонстон, артистки. Её отец имеет норвежские и ирландские корни, тогда как мать — английские и шотландские. В возрасте трёх лет Уиг с семьёй переехала в Ланкастер, Пенсильвания, где окончила среднюю и старшую школу, после чего, по достижении Уиг 13 лет, они переехали в Рочестер, где она окончила старшую школу.
Уиг училась в Аризонском университете на факультете искусства, после чего планировала начать карьеру в сфере пластической хирургии, однако в итоге выбрала актёрство и переехала в Лос-Анджелес.

## Карьера
Карьера Кристен Уиг началась в комик-группе «The Groundlings» и на театральных подмостках. Менеджер предложил ей пройти прослушивание в шоу «Saturday Night Live», и уже в ноябре 2005 года Кристен дебютировала на SNL. Она проработала в основном актерском составе шоу с 2006-го по 2012 год, заслужив несколько номинаций на премию Эмми. Entertainment Weekly включил её выступления в список 15-ти лучших, а также назвал Уиг одной из 25 самых смешных женщин Голливуда.
В 2006 году Уиг дебютировала в кино: в рождественской комедии «Дети без присмотра». В 2007-м — появилась в фильме Джадда Апатоу «Немножко беременна» в роли Джилл, а также в фильме «Взлёты и падения: История Дьюи Кокса». В период с 2008-го по 2010 год у Уиг было несколько второстепенных ролей в таких картинах, как «Полупрофессионал» с Уиллом Ферреллом, «Город призраков» c Рики Джервейсом. В мелодраматическом фильме «В пролёте» Кристен сыграла инструктора по йоге. Её партнерами по съемочной площадке стали Джейсон Сигел и Мила Кунис. В 2009 году Уиг снялась в комедии Грега Моттолы «Парк культуры и отдыха», драме Дрю Бэрримор «Катись!», а также озвучила маму бобра в анимационном фильме «Ледниковый период 3: Эра динозавров». В том же году вместе с Джейсоном Бейтманом, Милой Кунис и Беном Аффлеком Кристен Уиг сыграла в комедии «Экстракт».
В 2010 году Уиг сыграла эпизодическую роль в драме «Всё самое лучшее», снялась вместе с Уиллом Форте и Райаном Филлиппом в «МакГрубере» и подарила свой голос двум большим анимационным фильмам: «Гадкий я» и «Как приручить дракона», ознаменовавших начало двух очень прибыльных франшиз.
2011 год стал поворотным в карьере Кристен Уиг: она сыграла главную роль и выступила соавтором сценария в коммерчески и критически успешном фильме «Девичник в Вегасе», за который она была номинирована на премию «Оскар» в категории «Лучший оригинальный сценарий» (вместе с Энни Мумоло) и премию «Золотой глобус» в категории «Лучшая женская роль — комедия или мюзикл». В том же году была снята романтическая комедия «Дети сексу не помеха», в которой Кристен исполнила одну из главных ролей в паре с Джоном Хэммом. Ранее актеры уже играли вместе в том же «Девичнике». Фильм получил положительные отзывы критиков, которые посчитали его «острым, проницательным и забавным», и был успешным в ограниченном прокате.
В 2012 году Кристен Уиг вошла в список ста наиболее влиятельных людей года по мнению журнала TIME. С этого момента она сыграла в нескольких ТВ и кинофильмах, включая «Телеведущий 2: И снова здравствуйте», «Невероятная жизнь Уолтера Митти» (именно в её героиню влюбляется персонаж Бена Стиллера),
«Близнецы», «Марсианин» Ридли Скотта, «Охотники за привидениями», «мама!». Также, можно было увидеть Кристен в сериалах «Замедленное развитие» (2013) и «Последний человек на Земле» (2017).
В сентябре 2019 года на экраны вышла комедия «Куда ты пропала, Бернадетт?», основанная на одноименном романе-бестселлере Марии Семпл, в котором Уиг сыграла роль Одри. В 2020 году ожидается премьера супергеройского фильма на основе комиксов DC «Чудо-женщина: 1984». Кристен Уиг исполняет в картине роль Барбары Энн Минервы или, другими словами, Гепарды.

## Личная жизнь
Уиг была замужем за актёром Хейсом Харгровом с 2005 по 2009 год.
В интервью журналу «Stella» она назвала идею второго брака сомнительной.

Я, вероятно, никогда не выйду замуж (снова); это не то, чего бы я хотела. […] Я думаю, что женщины оказывают давление друг на друга в этом вопросе, и, может быть, даже большее, чем общество в принципе, […] если ты единственная девушка на свадьбе, ты знаешь, что кто-то точно спросит тебя, когда ты собираешься замуж.

В начале 2019 года Уиг обручилась с актером Ави Ротманом, с которым встречалась три года. В первой половине 2020 года у пары родились двойняшки, Луна и Шайло. В феврале 2021 года стало известно, что Уиг и Ротман поженились.

## Избранная фильмография
| Год          |    | Русское название                    | Оригинальное название                      | Роль                                         |
| ------------ | -- | ----------------------------------- | ------------------------------------------ | -------------------------------------------- |
| 2006         | ф  | Дети без присмотра                  | Unaccompanied Minors                       | Кэрол Мэлоун                                 |
| 2007         | ф  | Привет, Билл!                       | Meet Bill                                  | Джейн Уитмэн                                 |
| 2007         | ф  | Немножко беременна                  | Knocked Up                                 | Джилл                                        |
| 2008         | ф  | Город призраков                     | Ghost Town                                 | хирург                                       |
| 2008         | ф  | В пролёте                           | Forgetting Sarah Marshall                  | инструктор                                   |
| 2009         | ф  | Парк культуры и отдыха              | Adventureland                              | Поллет                                       |
| 2009         | мф | Ледниковый период 3: Эра динозавров | Ice Age: Dawn of the Dinosaurs             | мама пухлого бобра (голос)                   |
| 2009         | ф  | Катись!                             | Whip It                                    | Мегги                                        |
| 2009         | ф  | Экстракт                            | Extract                                    | Сьюзи                                        |
| 2010         | мф | Как приручить дракона               | How to Train Your Dragon                   | Забияка (голос)                              |
| 2010         | ф  | Безумное свидание                   | Date Night                                 | Хейли Саливан                                |
| 2010         | ф  | Супер Макгрубер                     | MacGruber                                  | Вики                                         |
| 2010         | мф | Гадкий я                            | Despicable Me                              | Мисс Хэтти (голос)                           |
| 2010         | ф  | Всё самое лучшее                    | All Good Things                            | Лорен                                        |
| 2011         | ф  | Пол: Секретный материальчик         | Paul                                       | Руфь                                         |
| 2011         | ф  | Девичник в Вегасе                   | Bridesmaids                                | Энни                                         |
| 2011—2013    | мс | Шоу Луни Тюнз                       | Looney Tunes Show                          | Лола Банни (голос)                           |
| 2012         | ф  | Дети сексу не помеха                | Friends with Kids                          | Мисси                                        |
| 2012         | ф  | Всех порву!                         | Revenge for Jolly!                         | Анджела                                      |
| 2012         | ф  | Имоджен                             | Girl Most Likely                           | Имоджен                                      |
| 2013         | с  | Замедленное развитие                | Arrested Development                       | молодая Люсиль Блат                          |
| 2013         | мф | Гадкий я 2                          | Despicable Me 2                            | Люси Уайльд (голос)                          |
| 2013         | ф  | Телеведущий 2: И снова здравствуйте | Anchorman: The Legend Continues            | Чани                                         |
| 2013         | ф  | Невероятная жизнь Уолтера Митти     | The Secret Life of Walter Mitty            | Шерил                                        |
| 2013         | ф  | Она                                 | Her                                        | «сексуальная кошечка» (голос)                |
| 2014         | мф | Как приручить дракона 2             | How to Train Your Dragon 2                 | Забияка (голос)                              |
| 2014         | ф  | Близнецы                            | The Skeleton Twins                         | Мэгги Дин                                    |
| 2014         | ф  | Добро пожаловать ко мне             | Welcome to Me                              | Элис Клиг                                    |
| 2015         | ф  | Дневник девочки-подростка           | The Diary of a Teenage Girl                | Шарлотта                                     |
| 2015         | ф  | Марсианин                           | The Martian                                | директор NASA по связям со СМИ Энни Монтроуз |
| 2016         | ф  | Образцовый самец № 2                | Zoolander 2                                | Алексания Атоз                               |
| 2016         | ф  | Охотники за привидениями            | Ghostbusters                               | Эрин Гилберт                                 |
| 2016         | ф  | Полный расколбас                    | Sausage Party                              | Брэнда (голос)                               |
| 2016         | ф  | Зачинщики                           | Masterminds                                | Келли                                        |
| 2017         | с  | Последний человек на Земле          | The Last Man on Earth                      | Памела                                       |
| 2017         | ф  | мама!                               | mother!                                    | вестница                                     |
| 2017         | ф  | Короче                              | Downsizing                                 | Одри Сафранек                                |
| 2017—2022    | мс | Большой рот                         | Big Mouth                                  | вульва Джесси / Беатрис (голос)              |
| 2019         | ф  | Куда ты пропала, Бернадетт          | Where'd You Go, Bernadette                 | Одри                                         |
| 2019         | мф | Как приручить дракона 3             | How to Train Your Dragon: The Hidden World | Забияка (голос)                              |
| 2019—2021    | мс | Благословите Хартов                 | Bless the Harts                            | Дженни Харт / Мэйкэй Бюллер (голос)          |
| 2020         | ф  | Чудо-женщина: 1984                  | Wonder Woman 1984                          | Барбара Энн Минерва / Гепарда                |
| 2021         | ф  | Барб и Звезда едут в Виста-дель-Мар | Barb and Star Go to Vista Del Mar          | Шэрон Гордон Фишермен / Звезда               |
| 2021         | ф  | Мужья                               | The Husbands                               |                                              |
| 2021         | ф  | Мальчик по имени Рождество          | A Boy Called Christmas                     | тетя Карлотта                                |
| 2021         | с  | Макгрубер                           | MacGruber                                  | Вики Сент-Элмо                               |
| 2024         | мф | Гадкий я 4                          | Despicable Me 4                            | Люси Уайльд (голос)                          |
| 2024 — н. в. | с  | Палм-Рояль                          | Palm Royale                                | Максин Симмонс                               |
| 2024 — н. в. | мс | Полный расколбас: Пищевая утопия    | Sausage Party: Foodtopia                   | Бренда Бансон (голос)                        |
|              | ф  | Тони Эрдманн                        | Toni Erdmann                               |                                              |